# 954 (szám)
A 954 (római számmal: CMLIV) egy természetes szám.

## A szám a matematikában
A tízes számrendszerbeli 954-es a kettes számrendszerben 1110111010, a nyolcas számrendszerben 1672, a tizenhatos számrendszerben 3BA alakban írható fel.
A 954 páros szám, összetett szám, kanonikus alakban a 21 · 32 · 531 szorzattal, normálalakban a 9,54 · 102 szorzattal írható fel. Tizenkettő osztója van a természetes számok halmazán, ezek növekvő sorrendben: 1, 2, 3, 6, 9, 18, 53, 106, 159, 318, 477 és 954.
Megadható 10 egymást követő prímszám összegeként: 73 + 79 + 83 + 89 + 97 + 101 + 103 + 107 + 109 + 113 = 954
A 954 négyzete 910 116, köbe 868 250 664, négyzetgyöke 30,88689, köbgyöke 9,84425, reciproka 0,0010482. A 954 egység sugarú kör kerülete 5994,15878 egység, területe 2 859 213,740 területegység; a 954 egység sugarú gömb térfogata 3 636 919 876,7 térfogategység.